# Polypedates leucomystax
Polypedates leucomystax is een kikker uit de familie schuimnestboomkikkers (Rhacophoridae). De soort werd voor het eerst wetenschappelijk beschreven door Johann Ludwig Christian Gravenhorst in 1829. Oorspronkelijk werd de wetenschappelijke naam Hyla leucomystax gebruikt.
De kikker komt voor in Azië: van Nepal en India tot China, de Filipijnen, Sumatra en Borneo.